# Madina-Kagoro
Madina-Kagoro est une commune rurale malienne, située dans le pays de la Bakhounou,  chef-lieu d'arrondissement dans le cercle de Mourdiah, et la région de Nara, elle a pour chef-lieu la localité de Mourdiah.

## Histoire
En 2023, la loi 2023-007 soustrait une partie de la commune de Niamana pour former la commune de Madina-Kagoro qui compte 15 villages, la commune de Niamana conserve 26 villages, fractions ou quartiers.

## Villages
La commune s'étend sur 15 localités relevées lors du recensement général de 2009. 
Les villages les plus peuplés sont :
- Gallo (1 005 habitants) ;
- Ntomono (838 habitants) ;
- Madina-Kagoro (636 habitants) ;

La loi 2023-007 attribue à la commune 15 villages.
- Madina-Kagoro
- Tolah
- Gounguédé
- Fallan
- Gallo
- N'Tomono
- Diébougou
- Sidoni
- Tallan
- Grindigué
- Nantiala
- Sékélo
- Guérikabougou
- Madina-Sylla
- Namatiguila